# Nindorf (Visselhövede)
Nindorf ist ein Ortsteil der Stadt Visselhövede im niedersächsischen Landkreis Rotenburg (Wümme). In dem Dorf leben etwa 500 Einwohner auf einer Fläche von 10 km². 1970 waren es noch 446 Einwohner.

## Geografie
Nindorf liegt im westlichen Bereich der Stadt Visselhövede, 3 km westlich vom Kernort Visselhövede entfernt. 
Nachbarorte sind – von Norden aus im Uhrzeigersinn – Buchholz, Visselhövede (Kernort), Kettenburg, Wehnsen, Jeddingen und Wittorf. 

## Geschichte
Seit der Gebietsreform, die am 1. März 1974 in Kraft trat, ist die vorher selbstständige Gemeinde Nindorf eine von 15 Ortschaften der Stadt Visselhövede.

## Politik

### Ortsrat
Der Ortsrat, der Nindorf vertritt, setzt sich aus fünf Mitgliedern zusammen. Die Ratsmitglieder werden durch eine Kommunalwahl für jeweils fünf Jahre gewählt.
Bei der Kommunalwahl 2021 ergab sich folgende Sitzverteilung:
- Wählergemeinschaft Nindorf (WGN): 5 Sitze

### Ortsbürgermeister
Ortsbürgermeister ist Heinz-Friedrich Carstens.

## Wirtschaft und Infrastruktur
Die Einführung des Flurbereinigungsverfahrens 1997 war für Nindorf eine der wichtigsten aktuellen Entscheidungen. Dadurch wurden in den Wegebau, in öffentliche und private Dorferneuerungsmaßnahmen sowie in den Naturhaushalt erhebliche Summen – zum großen Teil öffentlich gefördert – investiert. 

## Verkehr
Nindorf liegt fernab des großen Verkehrs. Die Bundesautobahn 27 verläuft 13 km entfernt südwestlich. Die von Bomlitz über Visselhövede nach Rotenburg (Wümme) führende Bundesstraße 440 verläuft nördlich, 1 km entfernt. Die Landesstraße L 171 von Visselhövede nach Verden (Aller) verläuft südlich in 1 km Entfernung.
In Nindorf gibt es – im Gegensatz zu einigen kleineren Ortsteilen von Visselhövede – Straßenbezeichnungen und nicht nur Hausnummern, so dass sich Einwohner, Postboten, Lieferanten und Besucher gut orientieren können.